# خوسيه إي. ألميدا
خوسيه إي. ألميدا (بالإنجليزية: José Almeida)‏ هو مسير أعمال أمريكي، ولد في 22 سبتمبر 1961.